# ماهر خليل الحسن
ماهر خليل الحسن سياسي سوري يشغل منصب وزير التجارة الداخلية وحماية المستهلك في الحكومة الانتقالية السورية برئاسة محمد البشير منذ كانون الأول 2024 وذلك بعد سقوط نظام الأسد.